# Al Morgan
Albert Morgan (New Orleans, 19 augustus 1908 – Los Angeles, 14 april 1974) was een Amerikaanse jazzcontrabassist en -tubaïst.

## Biografie
Al Morgan was afkomstig uit een muzikale familie. Zijn broers waren eveneens actief als muzikant (Sam en Isaiah (trompet), Andrew (klarinet). Hij speelde aanvankelijk klarinet, voordat hij omstreeks 1910 wisselde naar de basinstrumenten (onderricht bij Simon Marrero). Zijn carrière begon tijdens de jaren 1920 in de orkesten van Buddy Petit en Lee Collins. Hij speelde tijdens de jaren 1930 kortstondig bij Otto Hardwick om daarna op te nemen en op tournee te gaan met Cab Calloway. Vervolgens werkte hij bij Les Hite om daarna een eigen band te formeren. Tijdens de jaren 1940 was hij actief bij Wingy Manone, Eddie Condon, Chu Berry en Max Kaminsky. 

## Overlijden
Al Morgan overleed in april 1974 op 65-jarige leeftijd.
- Bibliothèque nationale de France: cb139439067 (data)
- International Standard Name Identifier: 0000 0000 7305 1328
- Library of Congress Control Number: n2009071405
- MusicBrainz: 7e35b807-155f-4357-a9e0-46e045ff8aec
- Virtual International Authority File: 102398193
- WorldCat: E39PBJrgHHXbJYJhH8xytJf8YP